# エンセナーダ

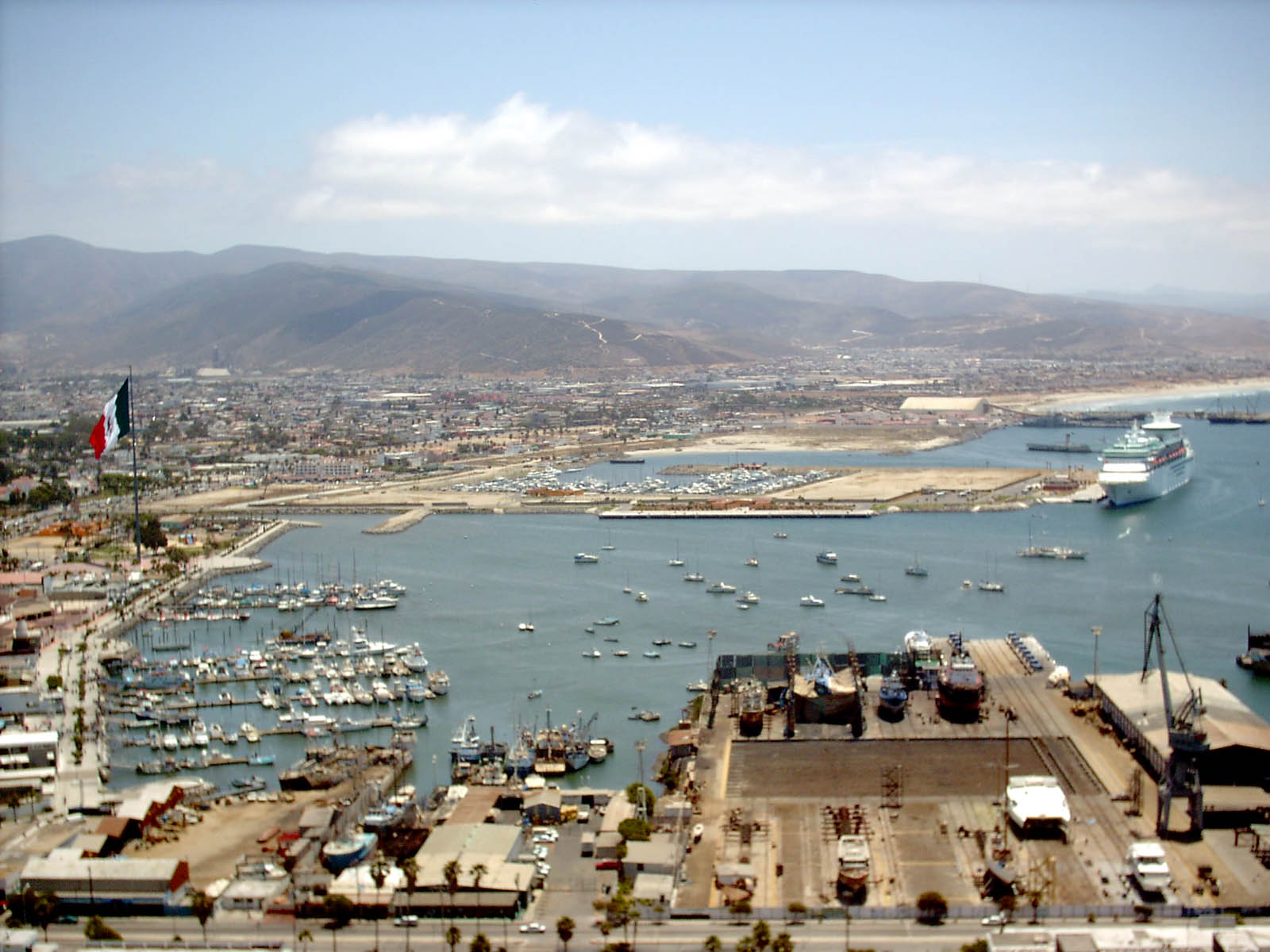
エンセナーダ港

エンセナーダ（Ensenada）はメキシコのバハ・カリフォルニア州にある市、基礎自治体。市の人口は27万9765人（2018年）で基礎自治体の人口は約52万人である。

## 概要
エンセナーダはアメリカ=メキシコ国境にあるティフアナから約100 km南に位置している。大規模な港湾施設がありメキシコ有数の貿易港となっている。
エンセナーダ基礎自治体の東南部には国立公園が2つあり、1857憲法（フアレス連山）とメキシコ国立天文台が位置しているサンペドロ・マルティル国立公園である。エンセナーダは基礎かつ応用科学技術研究において最先端都市で、市役所に学研都市と指定されている。

## 気候
- 太平洋に面しているため、水温の低いカリフォルニア海流の影響を受け夏の暑さは比較的穏やかである。内陸部のメヒカリより気温が低く過ごしやすい。ただし風向きにより高温になることがある。年間雨量は300 mm以下であり乾燥している。

## 教育
- エンセナーダ工業大学
- バハカリフォルニア自治大学のエンセナーダ・キャンパス

## 産業

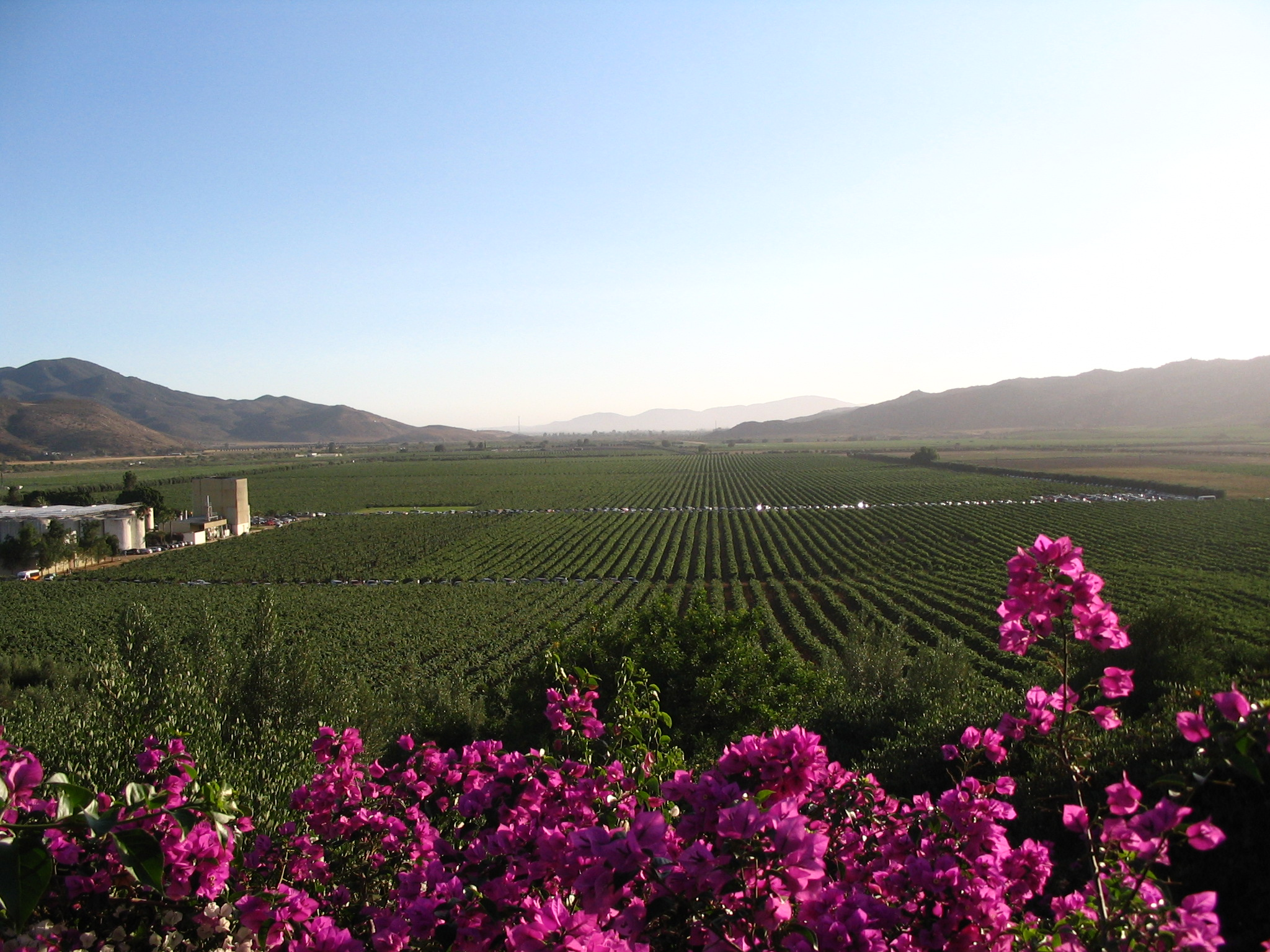
郊外のワイナリー

- エンセナーダ周辺はメキシコのワイン産地のひとつで、高級ワインで知られている。
- 本マグロの養殖場があり、日本へ輸出されている
- 楽器メーカーのフェンダーのセカンドラインの製造工場がある。

## 海運
エンセナーダ港は太平洋から食い込んだ湾に位置しており、貿易港、漁港、クルーズ船の寄港地として重要である。また、メキシコ海軍の基地が立地している。
メキシコ国内では、ラパス、マンサニージョ、マサトラン、アカプルコ、ラザーロ・カルデナスとの間を結ぶ船が寄航する。
国外では、アメリカ合衆国のサンディエゴ、ロングビーチ、ロサンゼルス、グアテマラのプエルトケツァール、チリのバルパライソ、日本の横浜、そして香港との間に航路がある。

## その他
- エンセナーダは、サンディエゴから約120 kmと比較的近いため、アメリカ人が気軽に行ける外国の観光地となっている。メキシコは18歳から飲酒が可能なためアメリカの学生の間でも人気がある。